# PSG Esports
PSG Esports — кіберспортивне відділення французького футбольного клубу «Парі Сен-Жермен», засноване у 2016 році.
Кіберспортивне відділення паризького футбольного клубу PSG було відкрито в жовтні 2016 року. Організація витратила 70 тис. доларів, викупивши склад команди з League of Legends Team Huna. Окрім цього, за PSG виступали два гравці з FIFA — Август Розенмайєр («Agge») та Лукас Кюльє («DaXe»). Керівником клубу було призначено Бору Кіма («YellOwStaR»), колишнього гравця в League of Legends, відомого виступами за Fnatic.
Протягом наступних років PSG Esports збільшили своє представництво в декількох кіберспортивних дисциплінах. Клуб підписав контракти з відомими гравцями та стрімерами по FIFA, серед яких «AF5», «Maniika» та «Nkantee». У 2018 році стало відомо про партнерство з провідним китайським колективом з Dota 2 LGD Gaming. Команда зі спільним брендінгом PSG.LGD посіла призові місця на чемпіонатах світу The International у 2018, 2019 та 2021 році. 2020 року було створено команду з League of Legends PSG Talon, яка складалась з гравців гонконгської організації Talon Esports. Yf На початку 2020-х років клуб також створив підрозділи з Arena of Valor, Fortnite та Rainbow 6.